# Juan Antonio Gaya Nuño
Juan Antonio Gaya Nuño (Tardelcuende, Província de Sória, 1913 — Madri, 1976) foi um historiador e crítico de arte espanhol.
Sua obra foi bastante extensa e caracterizada por sua erudição e independência crítica. Destacam-se nela a visão apaixonada pela arte espanhola, seus estudos monográficos sobre pintores clássicos e contemporâneos, como Bartolomé Esteban Murillo, Francisco de Goya, Diego Velázquez, Francisco de Zurbarán, Luis de Morales, Fernando Gallego e também Juan Gris, Francisco Cossío e Pablo Picasso, entre outros, assim como pela visão geral de seus manuais de história da arte e de seus guias de museus.
Pertenceu à Hispanic Society of America de Nova Iorque e ao Instituto de Coimbra.